# Hannelore Gärtner
Hannelore Gärtner (geb. George; * 21. November 1929; † 2015) war eine deutsche Kunsthistorikerin in Greifswald.

## Leben und Wirken
Hannelore Gärtner studierte Kunstgeschichte an der Ernst-Moritz-Arndt-Universität Greifswald. Sie wurde 1961 promoviert und habilitierte sich 1967. Ab 1969 war sie an der Greifswalder Universität Professorin für Kunstgeschichte.
Sie beschäftigte sich zunächst mit der sozialistischen realistischen Kunst des 20. Jahrhunderts. Später wandte sie sich auch der romantischen Malerei und Grafik von  Philipp Otto Runge, Caspar David Friedrich, Moritz von Schwind und anderen zu.

## Publikationen (Auswahl)
- Wesen und Funktion der bürgerlichen Kunsterziehungsbewegung in der Zeit von 1885–1901: untersucht und dargestellt an der Hamburger Kunsterziehungsbewegung.  Universität Greifswald, Phil. Fakultät, Dissertation vom 30. Sept. 1961.
- Antifaschistische Kunst und Realismus. In Wissenschaftliche Zeitschrift der Ernst-Moritz-Arndt-Universität Greifswald. 1966, S. 363–373.
- Bildende Kunst gegen Militarismus und Krieg. Die Entwicklung der realistischen bildenden Kunst in Deutschland in der Auseinandersetzung mit Militarismus und imperialistischem Krieg 1912–1924. Universität Greifswald, Phil. Fakultät, Habil.-Schrift vom 29. Sept. 1967.
- Stellung und Bedeutung Caspar David Friedrichs in der deutschen Romantik. Festrede zu Ehren Caspar David Friedrichs anlässlich der 200. Wiederkehr seines Geburtstages. (= Greifswalder Universitätsreden, N. F. 30), Universität Greifswald 1975.
- Menschheitsgeschichte. Zu einem Relief von Jo Jastram. In: Bildende Kunst, Berlin, 4/1976, S. 175–179
- Caspar David Friedrich. Leben, Werk, Diskussion. Union-Verlag, Berlin 1977.
- Philipp Otto Runge, 1777–1810. Festrede zu Ehren Philipp Otto Runges anlässlich der 200. Wiederkehr seines Geburtstages. VEB Verlag der Kunst, Dresden 1977.
- Kurt Schütze. VEB Verlag der Kunst, Dresden 1978.
- Philipp Otto Runge. Die Begier nach der Möglichkeit neuer Bilder. Briefwechsel und  Schriften zur Bildenden Kunst. Reclam, Leipzig 1978, Neuauflage 1982, als Herausgeberin.
- Die Künste in der Deutschen Demokratischen Republik aus ihrer Geschichte in drei Jahrzehnten. Henschelverlag, Berlin 1979. Als Leiterin des Autorenkollektivs
- Stoß von links. Organ der Assoziation revolutionärer bildender Künstler Dresdens.  Nr. I (Februar 1931) – Nr. 9 (November/Dezember 1932). nach dem einzigen bekannten Exemplar aus der Sächsischen Landesbibliothek Dresden. mit einem einführenden Kommentar. 1982, Neuauflage 1987, als Herausgeberin
- Malerei der deutschen Frühromantik (= Seemann Kunstmappe). E. A. Seemann, Leipzig 1982, 2. Auflage 1983, 3. Auflage 1987.
- Schinkel-Studien. Seemann, Leipzig 1984.
- Karlheinz Kuhn. Maler und Werk. Verlag der Kunst, Dresden 1986, ISBN 3-364-00008-5.
- Georg Friedrich Kersting. 1785–1847. E. A. Seemann, Leipzig 1988, ISBN 3-363-00359-5.
- Die Quadriga auf dem Brandenburger Tor zwischen Raub, Revolution und Frieden. Verl. für Bauwesen, Berlin 1991, ISBN 3-345-00512-3 (mit Ulrike Krenzlin)